# Ministerium für auswärtige Angelegenheiten der Republik Litauen

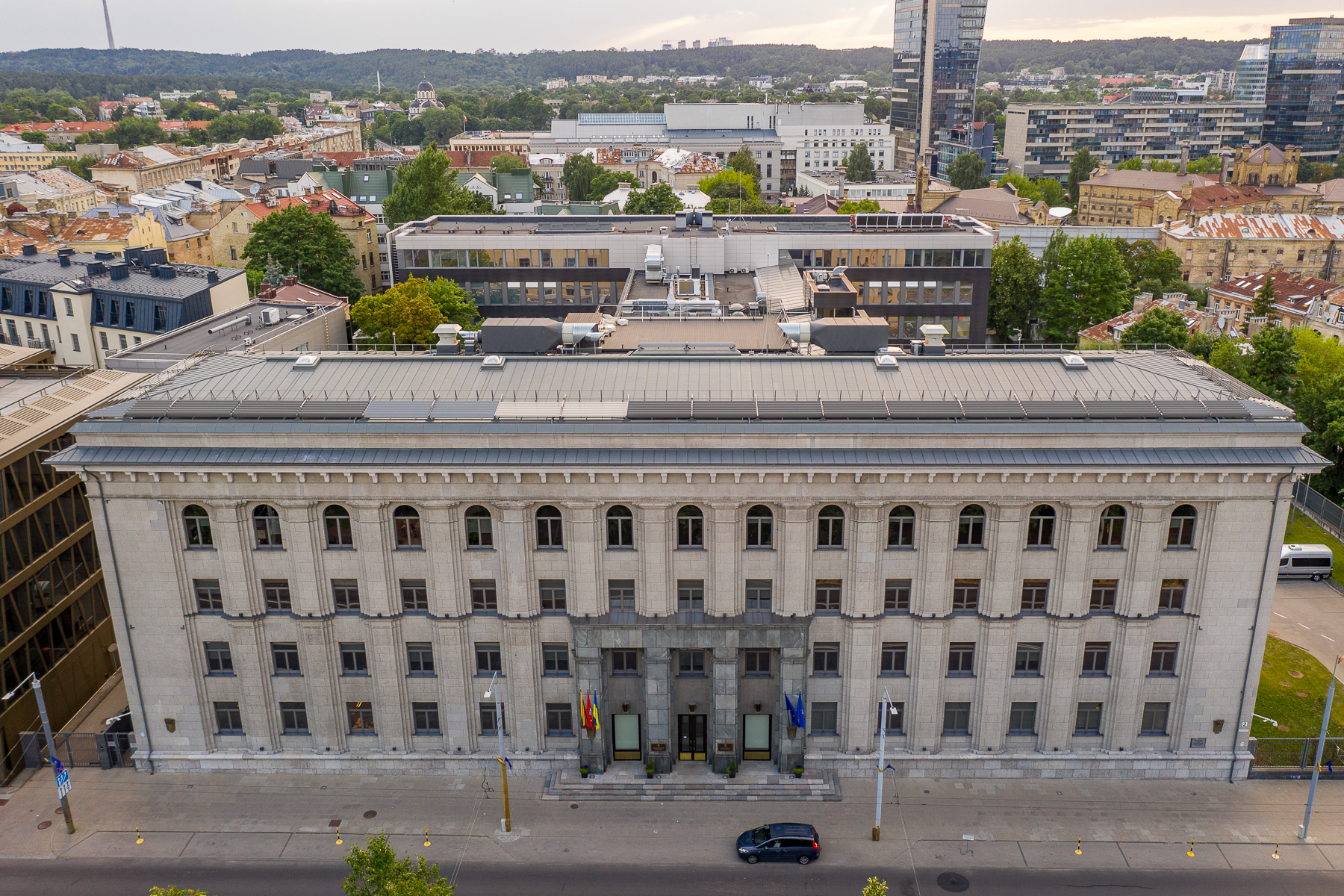
Gebäude

Das Außenministerium der Republik Litauen (lit. Lietuvos Respublikos užsienio reikalų ministerija) ist eines von 14 Ministerien der Regierung Litauens. Das Außenministerium hat seinen Sitz in der Hauptstadt Vilnius.

## Minister

### Außenminister der Ersten Republik
- 1918–1920: Augustinas Voldemaras
- 1920–1922: Juozas Purickis
- 1922–1922: Vladas Jurgutis
- 1922–1924: Ernestas Galvanauskas
- 1924–1925: Valdemaras Čarneckis
- 1925–1926: Mečislovas Reinys
- 1926–1926: Leonas Bistras
- 1926–1926: Mykolas Sleževičius
- 1926–1929: Augustinas Voldemaras
- 1929–1929: Juozas Tūbelis
- 1929–1934: Dovas Zaunius
- 1934–1938: Stasys Lozoraitis
- 1938–1940: Juozas Urbšys

Während der Annexion durch die Sowjetunion zwischen 1940 und 1990 gab es kein litauisches Außenministerium.

### Außenminister der Zweiten Republik
- 1990–1992: Algirdas Saudargas
- 1992–1996: Povilas Gylys
- 1996–2000: Algirdas Saudargas
- 2000–2006: Antanas Valionis
- 2006–2008: Petras Vaitiekūnas
- 2008–2010: Vygaudas Ušackas
- 2010–2010: Rasa Juknevičienė (kommissarisch)
- 2010–2012: Audronius Ažubalis
- 2012–2020: Linas Antanas Linkevičius
- 2020–2024: Gabrielius Landsbergis
- seit 2024: Kęstutis Budrys

## Vizeminister
Vizeminister sind Egidijus Meilūnas, Raimundas Karoblis und Mantas Adomėnas. Kanzlerin des Ministeriums ist Inga Černiuk.
Ehemalige Vizeminister sind Neris Germanas, Darius Skusevičius, Albinas Zananavičius, Rolandas Kriščiūnas, Vytautas Leškevičius,  Andrius Krivas und Mantvydas Bekešius.